# Tina Karol
Tina Karol (* 25. ledna 1985 Orotukan) je ukrajinská zpěvačka. V roce 2006 reprezentovala Ukrajinu na Eurovision Song Contest.

## Životopis
Narodila se 25. ledna 1985 ukrajinské matce a židovskému otci v ruské obci Orotukan. V šesti letech se její rodina přestěhovala do ukrajinského města Ivano-Frankivsk. V roce 2006 uvedla, že se ve škole cítila diskriminována kvůli židovskému příjmení. Hovoří plynně ukrajinsky a rusky. Jako teenager vystupovala pod občanským jménem Taťana Libermanová po dobu čtyř let s tanečním souborem v Kyjevě, v repertoáru měla písně v hebrejštině a jidiš. V roce 2000 se souborem odcestovala do Spojených států, kde skupina vybírala peníze na podporu židovských programů na Ukrajině.
V roce 2006 ovládla pěvecký casting se skladbou „I Am Your Queen“ a získala tak možnost reprezentovat Ukrajinu na Eurovision Song Contest 2006. Soutěže se zúčastnila s upravenou verzí písně nazvanou „Show Me Your Love“ a ve finále skončila se 145 body na 7. místě. V roce 2006 vydala své debutové album Show Me Your Love a další desku s názvem Nočenka. Část písní z prvního alba byla v ruštině a část v ukrajinštině. V roce 2006 začala studovat korespondenčně na národní letecké univerzitě v Kyjevě.
V roce 2007 vydala další album Polyus Prityazheniya a napsala pohádku Pautinka. Od září 2009 se aktivně podílela na kandidatuře Julije Tymošenkové v ukrajinských prezidentských volbách 2010.

## Osobní život
15. června 2008 se vdala za Jevgenije Ogira (1980–2013). 18. listopadu se jim narodil syn Veniamin Ogir. Manžel zemřel 28. dubna 2013 na rakovinu žaludku ve věku 32 let.

## Diskografie

### Alba
- 2006: Show Me Your Love
- 2007: Полюс притяжения
- 2010: 9 жизней
- 2014: Помню
- 2017: Интонации
- 2020: Найти своих
- 2021: Красиво
- 2021: Молода кров
- 2022: Scandal

### EPs
- 2006: Ноченька
- 2021: Двойной рай
- 2022: Leleka

### Koncertní alba
- 2014: Сила любви и голоса
- 2015: Я всё ещё люблю
- 2018: Интонации
- 2020: Юбилейный
- 2021: Красиво
- 2021: Cyber Show:
Atlas Weekend 2021

### Kompilace
- 2014: Девять песен о войне
- 2015: Колядки
- 2016: Всі хіти
- 2019: Плейлист весны
- 2022: Українські пісні